# Martha Huber
Martha Huber (nata Tilman) è un personaggio della serie televisiva Desperate Housewives.

## Il personaggio
Martha è il secondo personaggio ad essere presentato nell'episodio pilota, ed è il primo ad essere assassinato. Fu lei a scoprire per prima il segreto di Mary Alice Young e di suo marito, ovvero che i loro nomi sono Angela e Todd Forrest, dopo averlo scoperto manda a Mary Alice un biglietto minatorio minacciando di raccontare tutto. Ha una sorella maggiore di nome Felicia, le due non sono in buoni rapporti, prima dell'inizio della serie aveva un marito che morì di infarto, molto fa supporre che il loro non fosse un matrimonio felice, inoltre alla sua morte gli lasciò una pensione non molto considerevole. Ha sempre invidiato Bree Van de Kamp per il suo giardino.
Martha vive al N° 4350 di Wisteria Lane.

## Caratterizzazione
Fin dai primi episodi si nota che Martha è una persona estremamente opportunista e ipocrita, ha la fama di essere la "ficcanaso" del quartiere, motivo per cui non ha molti amici al di fuori di Edie Britt, di cui pure lei è l'unica amica. Conduce una vita noiosa e priva di avventure, probabilmente è proprio per la monotona routine della sua vita che tende a ficcare il naso negli affari altrui. Per molti versi è una donna bigotta, quando scopre i segreti delle persone si diverte a ricattarle, infatti si intravede una certa cattiveria nel suo comportamento, nonostante sia ben consapevole dell'opinione che la gente ha di lei, la cosa non sembra crearle dei problemi, e non prova mai sensi di colpa per i suoi comportamenti.

## Prima stagione
È lei a scoprire il cadavere di Mary Alice Young dopo che questa si toglie la vita a causa del biglietto minatorio da lei mandato, dopo aver avvertito il 911, prende il frullatore che Mary Alice le aveva prestato sei mesi prima, ne stacca l'etichetta con il nome e lo ripone nella propria credenza.
Quando la casa di Edie viene distrutta da un incendio Martha la ospita a casa sua, e quando scopre che è stata Susan ad incendiare la casa di Edie grazie al suo misurino ritrovato nelle macerie, la ricatta, ma fortunatamente Susan riesce a rientrarne in possesso eliminando ogni prova, si rivolge a Martha dicendole che cercherà sempre di essere educata con lei, ma che per il resto non vuole aver più a che fare con la donna.
In seguito Martha litiga con Edie, e afferma che non la vuole più vedere, e che se ne deve andare via da casa sua, anche perché il giorno dopo sarebbe andata nello Utah da sua sorella Felicia.
Nell'ottavo episodio della prima stagione, Paul scopre che è stata la signora Huber a ricattare Mary Alice, spingendola al suicidio. Così si reca a casa sua per chiedere spiegazioni e lì, finalmente, la donna ammette di aver mandato lei il biglietto minatorio a Mary Alice, ma di non sentirsi minimamente in colpa per ciò che è accaduto, perché secondo lei Mary Alice si è suicidata per i sensi di colpa e non per le sue minacce. In un impeto di rabbia allora Paul la colpisce con il frullatore di Mary Alice e poi la strangola. Il cadavere viene quindi seppellito in un bosco. Successivamente si scopre che Martha quando è stata seppellita era ancora viva, perché furono trovate tracce di terra nei suoi polmoni.

## Apparizioni successive
Martha riappare in alcuni flashback della prima stagione, come quando lei e Edie si incontrarono per la prima volta, Martha iniziò subito a criticarla per il suo modo di vestire a suo dire inappropriato, ma si vede che nel giro di poco tempo le due divennero amiche. Riappare in un altro flashback in cui andando a trovare sua sorella Felicia, scopre il segreto di Mary Alice guardando una foto che la immortalava insieme a Felicia, infatti prima di adottare il suo falso nome Mary Alice era una collega di lavoro della sorella.
Riappare anche nel centesimo episodio della serie, in un altro flashback in cui si vede il giorno in cui Mary Alice si tolse la vita e Martha parla con i vicini dicendo con ipocrisia che non aveva la ben che minima idea del motivo che aveva spinto la donna al suicidio, quando invece sapeva qual era il motivo.
Nel primo episodio della settima stagione si intravede Martha in un altro flashback, quando Mary Alice ricorda quanto era felice la vita a Wisteria Lane prima del suo suicidio, inoltre la settima stagione è incentrata sulla sorella di Martha, Felicia, che riesce a strappare a Paul Young la confessione del suo assassinio dopo tanto tempo, Paul ammette di non provare nessun senso di colpa per Martha ma nonostante tutto decide di confessare alla polizia il suo crimine.
Nell'ultimo episodio della serie Mary Alice ricorda il giorno in cui lei e Martha si conobbero, quest'ultima rimase subito colpita dalla riservatezza di Mary Alice nel rispondere alle sue domande, capendo che nasconde qualcosa, fu da allora che la donna decise di scoprire la verità sulla vicina, infatti Mary Alice affermò che quello fu "l'inizio della fine". Sempre nello stesso episodio, quando Susan lascia per sempre il quartiere con i suoi figli, si vedono alcune delle persone morte nel corso della serie, fra cui Martha.